# Spritzenautomat

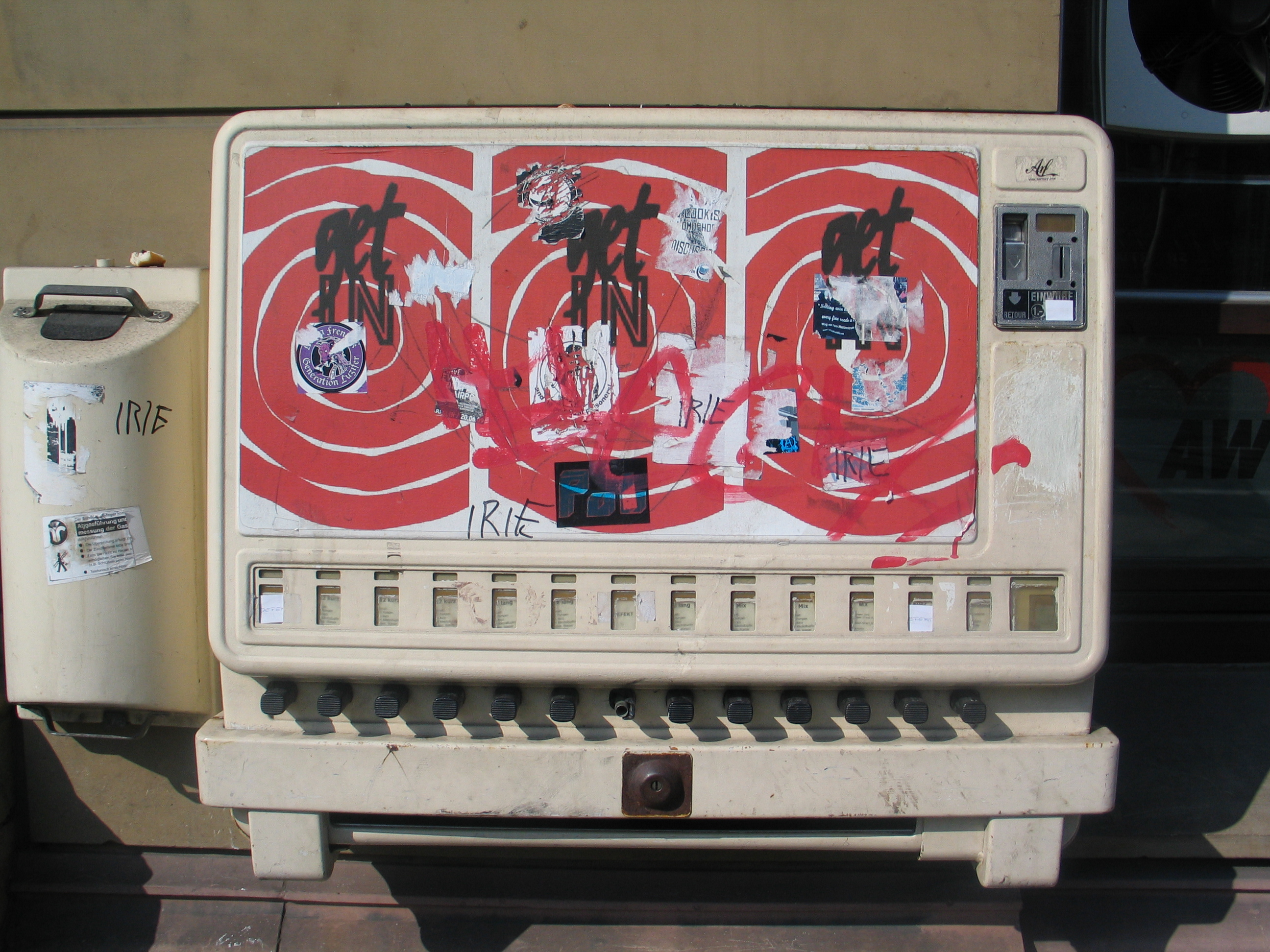
Spritzenautomat in Karlsruhe mit Entsorgungsöffnung links

Spritzenautomat ist die Bezeichnung für ein Hilfsmittel der Drogenszene, um sterile Spritzen zu erhalten und der Gesundheit förderlich zu sein. Es handelt sich um einen Automaten, an dem Drogenkonsumenten sterile Spritzen gegen Bezahlung erhalten können. Oft sind auch steriles Injektionswasser und Ascorbinsäure erhältlich. Diese Automaten verfolgen jedoch kein kommerzielles Interesse. Sie dienen dazu, die hygienischen und gesundheitlichen Bedingungen innerhalb der Drogenszene zu verbessern, welche immer noch stark mit dem Problem verunreinigter Spritzen durch gemeinsame Benutzung zu kämpfen hat. Die Infektionserkrankungen HIV und Hepatitis C werden hauptsächlich durch getauschte Spritzen übertragen.
Ein Spritzenautomat bietet im Gegensatz zu anderen Abgabeeinrichtungen den Vorteil, dass der Erwerb von sterilen Spritzen unabhängig von der Tageszeit geschehen kann. Zudem ist dieser anonym, was einer breiten Annahme zugutekommt.
An den Automaten befindet sich meist auch eine Öffnung zur Entsorgung gebrauchter Spritzen. Das soll verhindern, dass Passanten und vor allem Kinder durch herumliegende Spritzen gefährdet werden.
Immer wieder fühlten sich Anwohner von einem solchen Automaten gestört. So kam es z. B. in Berlin-Spandau zu einer mutwilligen Zerstörung eines Automaten, zwei Wochen nachdem dieser angebracht wurde. Ein anderer Automat in Berlin-Kreuzberg wurde mehrfach innerhalb weniger Monate total demoliert.